# Club breton

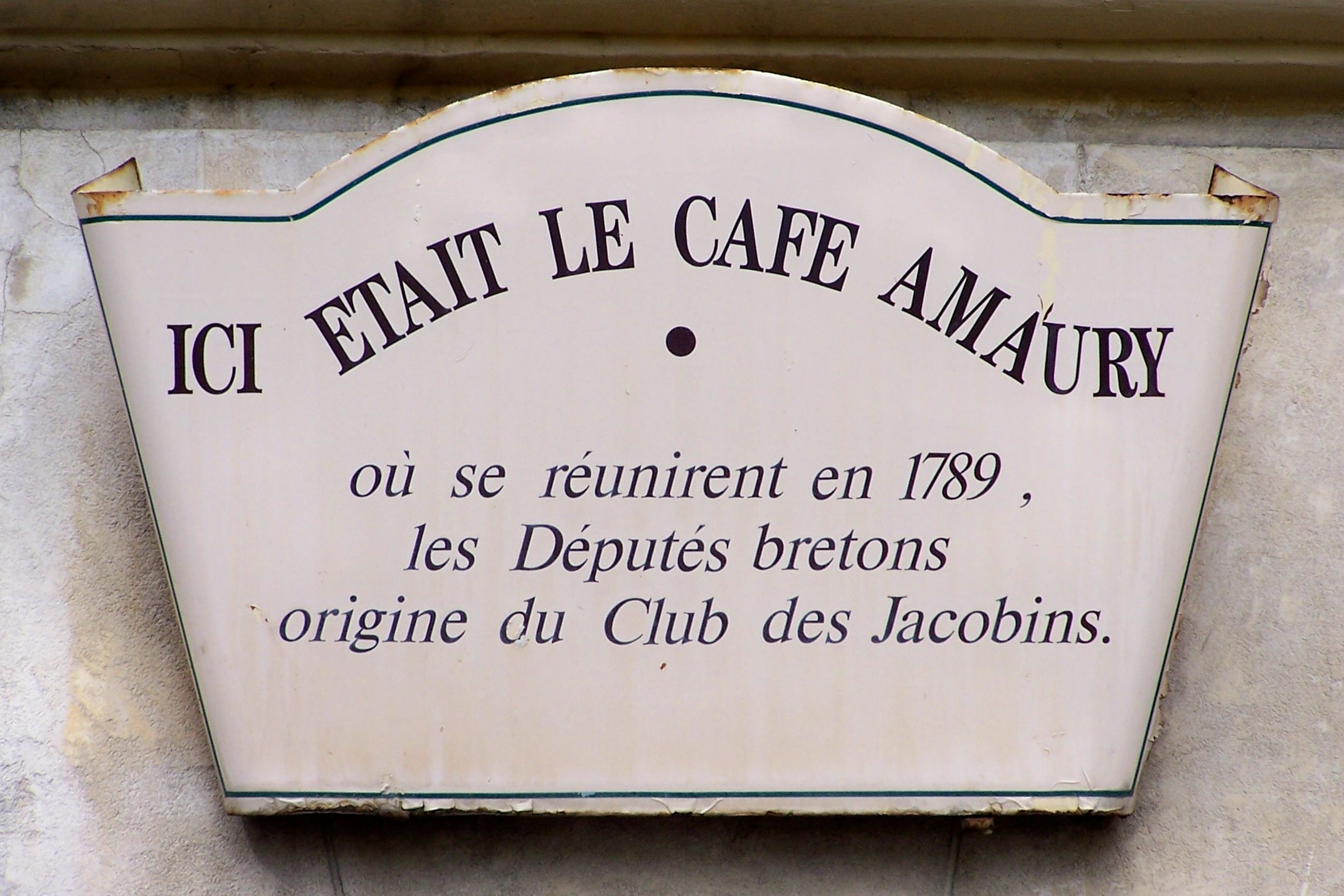
Gedenkplaat in Versailles aan de Café Amaury waar de Club breton bijeenkwam (rue Carnot 44)

De Club breton (Frans voor Bretoense club) was een groep vooruitstrevende afgevaardigden van de Staten-Generaal en vervolgens van de Nationale Grondwetgevende Vergadering, die aan het begin van de Franse Revolutie hun parlementaire actie samen voorbereidden. Het was de voorloper van de bekendere Jakobijnenclub.

## Geschiedenis
De derde stand van Bretagne had een traditie van onderling overleg ontwikkeld in het kader van de provinciale statenvergadering, waar de clashes met de adel en de geestelijkheid heftig waren. Toen deze afgevaardigden naar Versailles trokken voor de Staten-Generaal, organiseerden ze zich ook daar. Op 30 april, nog vóór de opening, kwamen ze een eerste keer bijeen in het café van Nicolas Amaury nabij het Hôtel des Menus-Plaisirs. Er was een comité breton voor de strikt Bretoense afgevaardigden, en een ruimere club breton waarin ook afgevaardigden uit andere streken welkom waren. Ze hadden gemeen dat ze "patriotten" waren, d.w.z. dat ze de meest geavanceerde hervormingen voorstonden. De kern werd gerekruteerd uit de 47 afgevaardigden van de Bretoense derde stand, onder wie Le Chapelier, Lanjuinais en Glezen. Tot de ruimere kring behoorden Mirabeau, Pétion, Sieyes, Barnave, Grégoire, De Lameth en Robespierre. Al snel waren er zo'n tweehonderd leden, die het overigens niet altijd eens waren. Liberale edellieden als La Fayette, de hertog van Aiguillon en Adrien Duport waren van de partij, en de lagere Bretoense geestelijkheid trad toe na de Eed op de Kaatsbaan.
De Bretoense afgevaardigden verwierpen de stemming per stand en waren de eersten die claimden dat er één enkele Nationale Vergadering moest komen, omdat de derde stand de enige  vertegenwoordiger van de natie was. Hoe dit concreet werd afgesproken, is nauwelijks te achterhalen. Er is zeer weinig informatie over de club, omdat de bijeenkomsten geheim waren en er geen notulen werden genomen. Er werd overlegd welke tussenkomsten en voorstellen zouden worden gedaan in de komende zitting. Zo bereidde de Club breton zich na de Eed op de Kaatsbaan voor hoe te reageren op de koninklijke zitting van 23 juni, met als resultaat dat de Vergadering het bevel om uiteen te gaan naast zich neer legde. Spontaan lijkende zittingsincidenten waren soms vooraf gepland en gerepeteerd. Aan de vooravond van de afschaffing van het feodalisme besprak de Club breton een tekst die door de hertog van Aiguillon werd aangebracht. Later in die augustusmaand was de club verdeeld over de kwestie van het koninklijk veto.
Na de Mars op Versailles begin oktober 1789 verhuisde de Nationale Vergadering naar Parijs en begonnen de leden van de Club breton opnieuw samen te komen aan de Place de la Victoire. De volgende maand stichtten veel leden de Société de la Révolution, die in december statuten opstelde. Voortaan waren ook niet-afgevaardigden welkom, wat een nieuwe buitenste ledenkring deed ontstaan. In die periode telde de club een duizendtal leden. Rond januari 1790 wijzigde de Société de la Révolution haar naam in Société des amis de la Constitution. Deze vereniging, die een zaal huurde bij de Salle du Manège in het voormalige jakobijnenklooster van de Rue Saint Honoré, kwam bekend te staan als de Jakobijnenclub, een geuzennaam die op 21 september 1792 officieel werd aangenomen.

## Voetnoten
1. 1 2 3  Alexandre Maral, Les derniers jours de Versailles, 2018, p. 65. Gearchiveerd op 14 juni 2023.
2. ↑  Henri Grégoire, Mémoires, vol. I, 1837, p. 380